# 963 a.C.

## Mortes
- David - rei israelita.